# Maria Martins de Ataíde
D. Maria Martins de Ataíde (c. 1210 - c. 1286) foi uma nobre portuguesa do século XIII, doadora de bens ao mosteiro de Arouca, por testamento aberto antes de 1287 e executado a partir do dia 6 de janeiro desse ano.

## Biografia
Era filha do terceiro casamento de D. Martim Viegas de Ataíde (c. 1165 - antes de 1258), 2.º senhor da Honra e Torre de Ataíde, na freguesia de São Pedro de Ataíde, julgado de Santa Cruz de RibaTâmega (e a primeira pessoa a usar o sobrenome Ataíde, derivado da freguesia homónima), com D. Maria Giraldes (c. 1188 - 1230).
Sendo assim neta paterna de D. Egas Duer e de D. Maria Soares de Sousa.
O seu irmão, Egas Martins de Ataíde, também filho do terceiro casamento de Martim Viegas, viria a herdar a maior parte dos bens paternos e ainda o senhorio da honra de Ataíde.
Embora não se possa determinar a data exata do seu nascimento, ela pode ser inferida como tendo ocorrido perto do início da década de 1210, tendo em conta, nomeadamente, o facto de sua mãe ter nascido cerca de 1188 e de sabermos que D. Maria Martins teve netas que nasceram ainda durante a década de 1240. 
A data do seu falecimento foi certamente o ano de 1286, pois o processo de execução do seu testamento começa com uma procuração, com data de 6 de janeiro de 1287, passada por D. Luca Rodrigues, abadessa do mosteiro de Arouca, a favor de dois mandatários, no sentido de estes a representarem nas transações a efetuar entre o mosteiro de Arouca e a filha e genro de D. Maria Martins de Ataíde - respectivamente D. Toda Lourenço de Gundar e seu marido, o cavaleiro Afonso Rodrigues Quaresma - com vista a transferir para o mosteiro os bens e propriedades legados por D. Maria Martins.

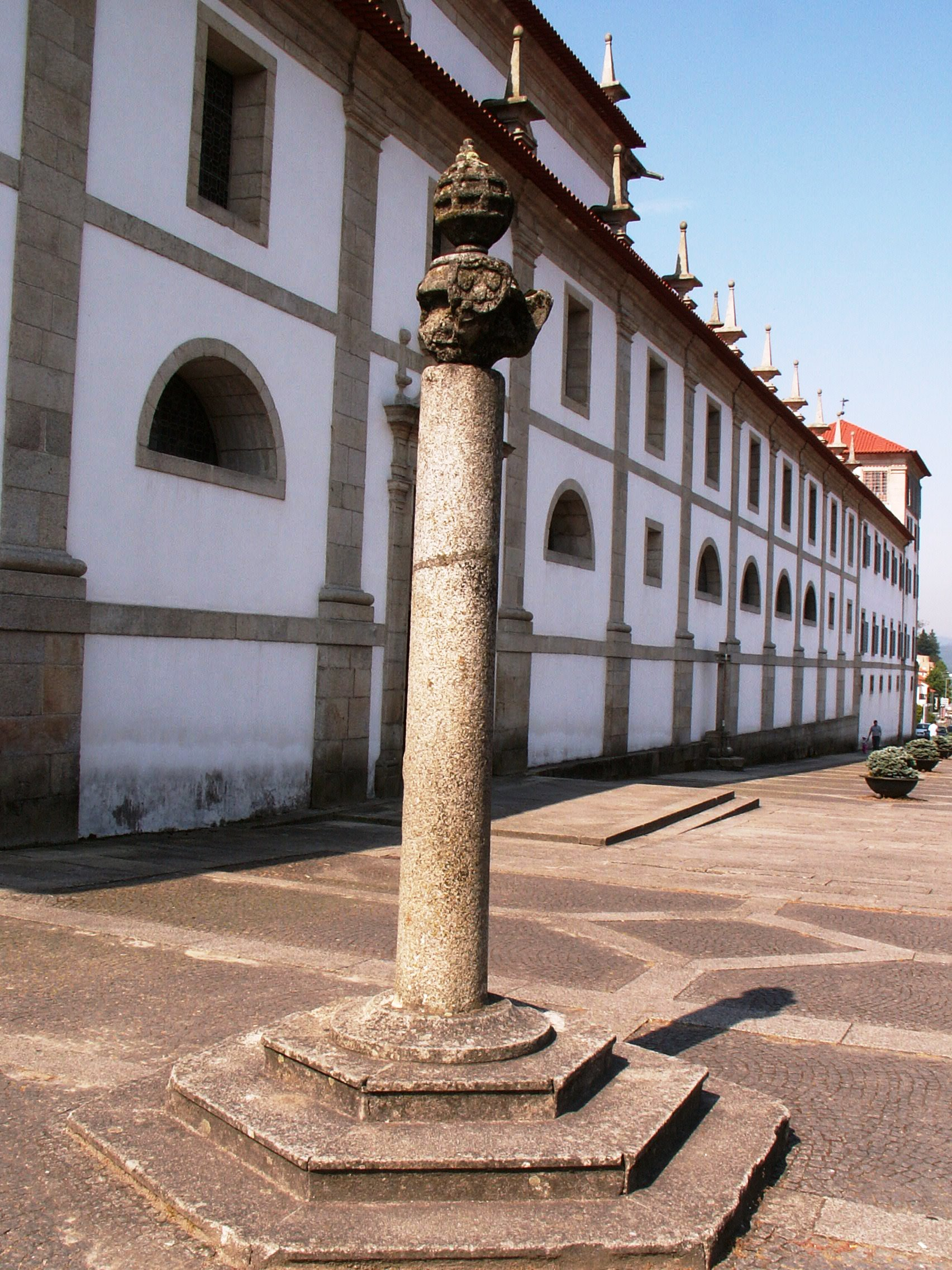
Imagem atual do Mosteiro de Arouca, que recebeu propriedades no ano de 1287, por doação constante no testamento de D. Maria Martins de Ataíde

Os executores do testamento acabariam por ser o prior do mosteiro de Freixo, João Martins, e o cónego Paio Rodrigues, que procederam à entrega dos bens ao mosteiro de Arouca, depois de 4 de junho de 1287.
A doação de Maria Martins de Ataíde ao mosteiro de Arouca incluiu as seguintes propriedades:
- "Todo o herdamento" da freguesia de Santa Maria de Rendufe, no julgado de Lanhoso;
- A Quinta de Arcozelo, com dez casais (ou seja, conjuntos de propriedades aforadas,[7] em escrituras de emprazamento),[8] na freguesia de São Jorge, julgado da Feira;
- O casal de Cernum, na freguesia de Santa Eulália de Pedorido;
- Dois casais em Curveira,[9] no julgado de Penafiel.

O testamento de D. Maria Martins marcaria também o início de uma relação secular entre a família Ataíde e o mosteiro de Arouca. 
Assim, a subprioresa (de 1304 a 1313), e depois prioresa do mosteiro (de 1316 a 1332), D. Margarida Gonçalves de Portocarrero, está documentada como sendo prima e "sob a esfera de influência" de Lourenço Viegas de Ataíde, sobrinho de Maria Martins.
E, já no século XV, duas descendentes do irmão primogénito de D. Maria Martins, D. Teresa de Ataíde e D. Isabel de Ataíde, seriam abadessas de Arouca; a primeira até o ano de 1437 e a segunda (que era filha de D. Álvaro Gonçalves de Ataíde, 1º conde de Atouguia) entre o ano de 1441 e o seu falecimento, ocorrido em 1458.

## Casamento e descendência
Casou, provavelmente ainda na década de 1220, com Lourenço Fernandes de Gundar, filho de Fernão Mendes de Gundar, "o menino", com geração, uma filha:
- D. Toda Lourenço de Gundar, que casou a primeira vez com Martim Gil, senhor de Arões, e a segunda vez com o acima referido Afonso Rodrigues Quaresma; com geração, de ambos os casamentos.[1][11]